# Austrolimnophila (Austrolimnophila) agathicola
Austrolimnophila (Austrolimnophila) agathicola is een tweevleugelige uit de familie steltmuggen (Limoniidae). De soort komt voor in het Australaziatisch gebied.